# Bánh sâm panh
Bánh sâm panh là một loại bánh xốp ngọt và nhẹ, có hình dạng như một ngón tay lớn. Nó thường được dùng là thành phần trong nhiều món tráng miệng như bánh xốp kem, bánh charlotte và tiramisu. Nó cũng thường được nhúng vào siro hoặc rượu mùi. Bánh sâm panh cũng là một món dành cho trẻ nhỏ vì nó mềm, phù hợp cho răng mới mọc, dễ dàng cầm nắm và không bị vỡ vụn.

## Tên gọi

### Tiếng Việt
Tên gọi của loại bánh này phiên âm không chính xác từ "champagne" trong tiếng Pháp (sâm panh), do vậy nó còn có tên bánh săm pa, bánh sâm panh, bánh sâm pan hay bánh champagne.

### Trên thế giới
Loại bánh này có nhiều tên gọi khác nhau trên thế giới.
| Quốc gia               | Tên gọi                                 | Ý nghĩa                            |
| ---------------------- | --------------------------------------- | ---------------------------------- |
| Áo                     | Biskotte                                | bánh ngọt, bánh được nướng hai lần |
| Argentina              | Vainillas                               |                                    |
| Bosnia/Croatia/Serbia: | Piškote/i                               |                                    |
| Bồ Đào Nha / Brasil    | Biscoitos de champanhe Palitos la Reine | Biscuit sâm panh                   |
| Bulgaria               | Bishkoti                                |                                    |
| Chile                  | Galletas de champaña                    | Biscuit sâm panh                   |
| Đức                    | Löffelbiskuit                           | Biscuit thìa                       |
| Hà Lan                 | Lange vingers                           | Những ngón tay dài                 |
| Hungary                | Babapiskóta                             | Bánh xốp trẻ em                    |
| Nga                    | Damskiye palchiki                       | Những ngón tay quý bà              |
| Philippines            | Broas                                   |                                    |
| Romania                | Pișcoturi                               |                                    |
| Slovenia               | Bebi piškoti                            | Bánh ngọt cho trẻ em               |
| Thổ Nhĩ Kỳ             | Kedi dili                               | Lưỡi mèo                           |
| Úc                     | Sponge fingers                          | Những ngón tay xốp                 |
| Uruguay                | Plantillas                              |                                    |
| Ý                      | Savoiardi                               | từ Savoy                           |

## Lịch sử

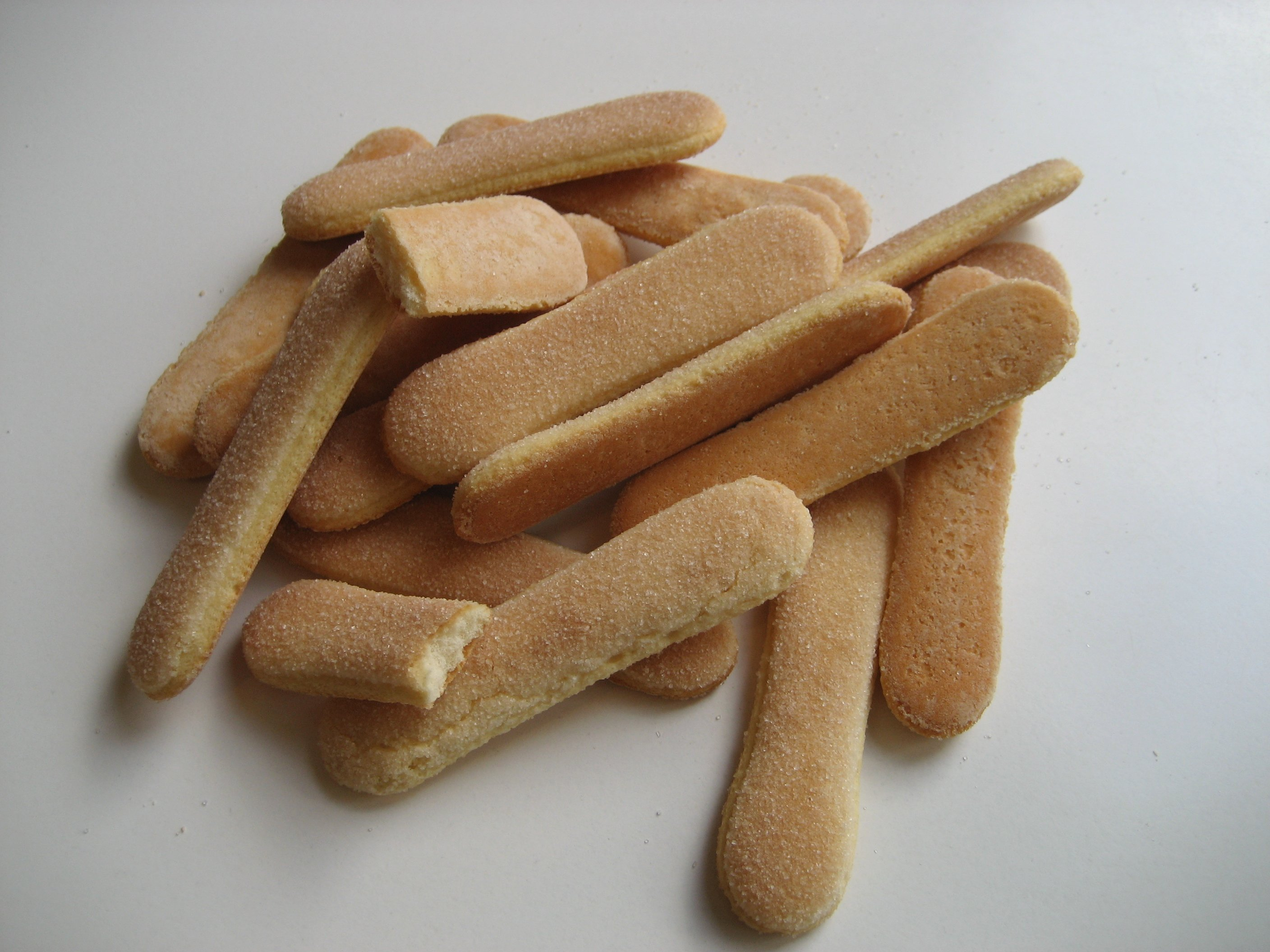
Bánh sâm panh để rời

Bánh sâm panh có nguồn gốc từ cuối thế kỉ 15 từ triều đình của Lãnh chúa vùng Savoy và được làm nhân chuyến thăm của vua nước Pháp.
Sau đó nó có tên gọi Savoiardi (từ Savoy) và được công nhận là món bánh chính thức của cung đình. Các thanh niên trong triều đình ưa thích loại bánh này. Khách đến thăm được mời loại bánh này, như một biểu tượng của ẩm thực địa phương.

## Nguyên liệu
Như các loại bánh xốp khác, bánh sâm panh thường không có bột nở hóa học và nhờ không khí vào trong trứng để tạo được độ xốp. Tuy nhiên, một vài nhãn hiệu bánh sâm panh có chứa bột khai. Lòng đỏ trứng và lòng trắng trứng trộn với đường thường được đánh riêng rẽ và sau đó hòa cùng với bột mì. Bột mì trong bánh sâm panh thường nhiều hơn mức trung bình của bánh xốp. Hỗn hợp này sẽ được đưa qua túi làm bông kem để tạo ra hình dạng sau cùng.
Sau khi nướng, đường bột thường được rắc lên bề mặt bánh để tạo một lớp vỏ mềm.